# خاک دیاتومه
خاک دیاتومه (به انگلیسی: Diatomaceous earth) نوعی خاک است که از بقایای فسیلی جلبک‌های تک‌سلولی پوسته‌سخت دیاتوم به وجود آمده‌است. از این خاک در تصفیه، ساخت حشره‌کش‌ها، جذب مایع، پوشش‌های پلاستیک و لاستیک، کاتالیزور، و عایق حرارتی استفاده می‌شود. لازم است ذکر شود، آلفرد نوبل با واکنش این خاک با نیتروگلیسرین، دینامیت را کشف کرد که امروزه در معدن کاربرد وسیعی دارد.

#### ترکیبات خاک دیاتومه
این خاک متشکل از ۹۰ درصد دی‌اکسید سیلیسیم و ۱۰ درصد مواد معدنی دیگر است که به‌عنوان ماده‌ای مقوی برای دندان، استخوان و پوست بسیار مناسب است، از این پودر می‌توان در ترکیب لوازم آرایشی و بهداشتی نظیر ماسک‌های صورت استفاده نمود. به‌دلیل خاصیت جذب چربی می‌تواند به کاهش چربی پوست کمک کند. همچنین در تولید خمیردندان‌های تقویت‌کننده مینای دندان می‌توان از این خاک معدنی استفاده نمود.

## نگارخانه

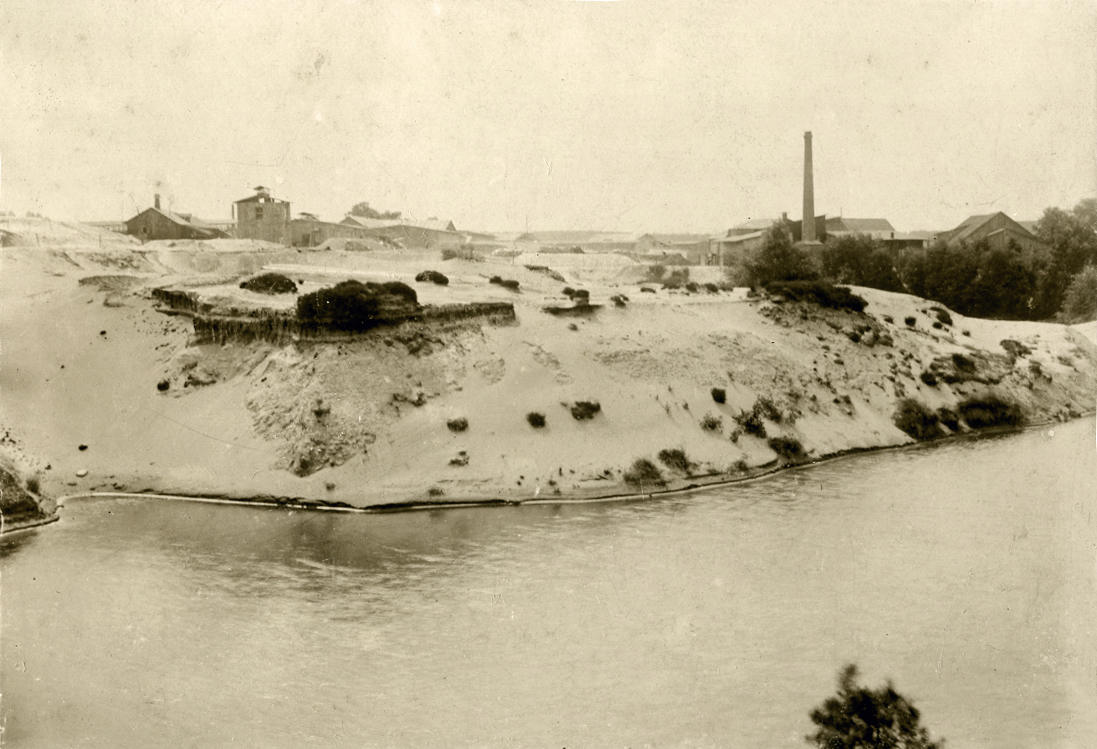
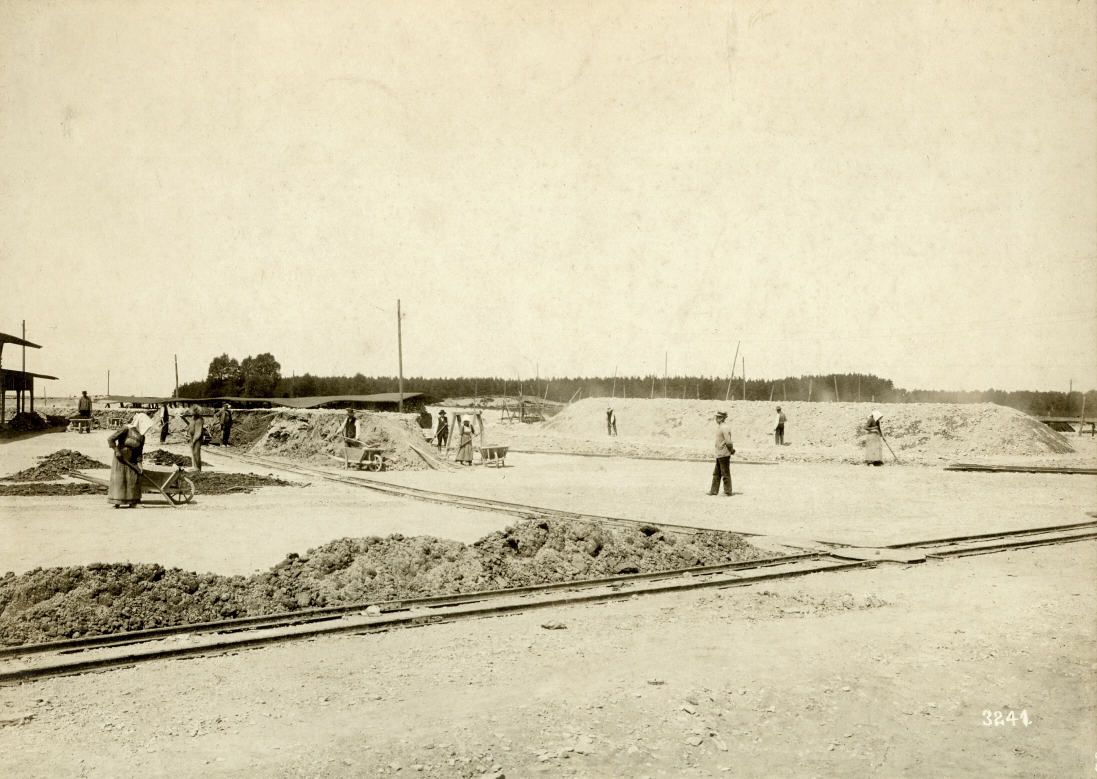
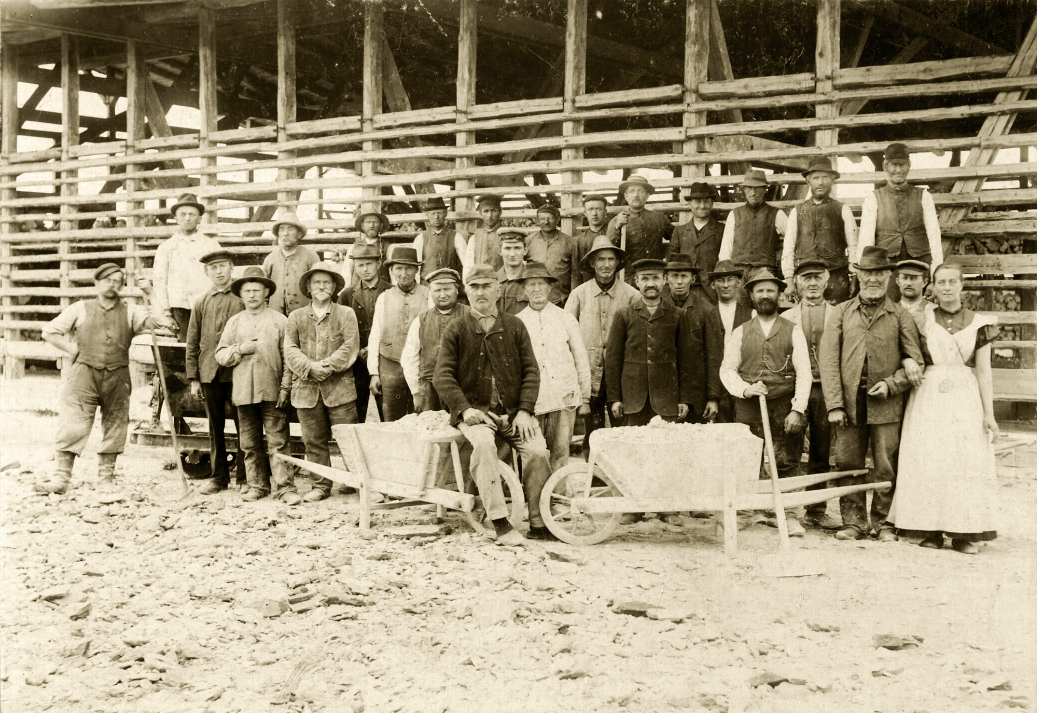